# Sanders (uitgeverij)
Sanders PuzzelMedia Groep is een aanbieder van Nederlandstalige puzzelboeken en online puzzels. Sanders werd in 2018 overgenomen door de Keesing Media Groep.

## Familiebedrijf
In 1971 startte de drukker en boekhandelaar Rinus Sanders het familiebedrijf Sanders Puzzelboeken in Vaassen. Datzelfde jaar verschenen de eerste kruiswoordraadsels van Sanders. 
In 1987 werd de leiding overgenomen door zoon Martin Sanders. Het bedrijf breidde zich de jaren daarna uit door groei en overnames. In 1998 werd uitgeverij De Denker overgenomen. Het bedrijf maakte daarna puzzels onder de merknamen Sanders, Puzzelhobby, De Puzzelaar en De Denker. In 2007 gingen deze titels verder onder de naam Sanders.  
De puzzels verschenen op de dagelijkse puzzelpagina’s in het Algemeen Dagblad en Trouw en bladen van Audax en AKN. In 2010 werden contentprovider JFS en Puzzelland overgenomen. Sanders exploiteerde toen meer dan 70 verschillende titels op het gebied van puzzels, puzzelboeken en puzzelwoordenboeken. In 2011 werd de website www.puzzelsite.nl gelanceerd met online puzzels. In 2012 ontstond de Sanders PuzzelMedia Groep.

## Overname
In 2018 wordt Sanders verkocht aan uitgeverij Keesing Media Group. Op het hoofdkantoor in Vaassen werkten op dat moment zo’n veertig mensen.
Directeur Martin Sanders werd bij de overname opgevolgd door Philip Alberdingk Thijm (CEO). De merknaam Sanders bleef echter bestaan.